# 中美战略经济对话
中美战略经济对话是中华人民共和国和美國为加强两国在经济领域的对话与合作而形成的一种机制，由2006年9月20日發表的《中美关于启动两国战略经济对话机制的共同声明》正式確立。2009年后由中美战略与经济对话取代。

## 历次对话

### 第一次
2006年12月14日－15日，双方以“中国的发展道路和中国经济发展战略”为主题，在北京举行首次战略经济对话。

### 第二次
2007年5月22日－23日，双方在华盛顿举行第二次中美战略经济对话，5月22日，中、美海關在華盛頓簽署了《關於加強知識產權執法合作的備忘錄》，會議中最核心的問題是人民幣匯率升值的問題，吳儀表示：「人民幣匯率不是造成美國巨額貿易逆差的主要原因，任何試圖通過施壓使人民幣大幅度升值的作法，我想不但於事無補，還有可能損害中美兩國以及民眾的利益。」雙方並無交集。

### 第三次
2007年12月12日－13日，第三次中美战略经济对话在北京展开，吴仪再度警告美国勿将经贸问题政治化。中美双方都同意各自要遏制贸易民族主义和保护主义。 

### 第四次
2008年6月17日－18日，第四次中美戰略經濟對話在安納波利斯展開。中国国务院副总理王岐山和美国财长保尔森作为两国元首的特别代表共同主持对话会。

### 第五次
2008年12月4日－5日，第五次中美战略经济对话在北京钓鱼台国宾馆举行。中国国务院副总理王岐山和美国财政部长保尔森作为两国元首的特别代表共同主持对话。

## 外部連結
- 背景资料：中美战略经济对话机制（页面存档备份，存于）
- 中美将举行首次战略经济对话
- 第二次中美战略经济对话闭幕（页面存档备份，存于）